# Dorothée
Dorothée, nome artístico de Frédérique Hoschedé (Paris, 14 de julho de 1953), é uma atriz, cantora e apresentadora  de televisão francesa. Popularizou-se na França apresentando programas infantis na emissora Antenne 2, posteriormente tornou-se uma cantora com uma grande discografia, interpretando canções infantis.
O público do segmento tokusatsu também guarda lembrança dela por sua participação no seriado Jiraiya, onde fez o papel da Kunoichi Francesa Catherine.